# 松戸市立東松戸小学校
松戸市立東松戸小学校（まつどしりつ ひがしまつどしょうがっこう）は、千葉県松戸市紙敷にある公立小学校。

## 概要
紙敷地区の東部にある小学校で、付近には住宅地が広がる。2016年（平成28年）に市内45番目の市立小学校として開校した。
校名に「東松戸」とあるが、最寄り駅は北総鉄道の松飛台駅である。
2023年度（令和5年度）の児童数は798人で、市内では相模台小学校に次いで2番目に多い。

## 沿革
- 2016年（平成28年）
  - 4月1日 - 開校[1]。
  - 4月12日 - 入学式[2]
  - 4月22日 - 開校記念式典[2]

## 施設・設備
- 校舎:5階建て。体育館、プールなど主要な施設も校舎内にある。
- 校庭:一部人工芝が張られている。
- 体育館:校舎内に位置する。
- プール:25m5コース。4階屋上部分に位置する。

## 通学区域
- 松戸市[6]
  - 紙敷（丁目なし 68番地～114番地、116番地の2、116番地の4～116番地の9、117番地の5～117番地の8、117番地の21～117番地の23、117番地の26、118番地～125番地、164番地～178番地、282番地～321番地、730番地、735番地、779番地、785番地、794番地～859番地、860番地の3、861番地の1、863番地の1、863番地の15～863番地の17、863番地の22、863番地の30、863番地の33、865番地～938番地、1丁目全域、2丁目全域、3丁目全域）、高塚新田（1番地～20番地、336番地の1、336番地の3～336番地の19、337番地の3～337番地の6、337番地の9、337番地の11～337番地の18、337番地の20、338番地）、東松戸（1丁目全域、2丁目1番地～26番地、3丁目1番地～6番地、4丁目1番地～2番地）

## 進学先中学校
- 松戸市立河原塚中学校[7]
- 松戸市立第五中学校
- 松戸市立牧野原中学校

## 周辺
- 関台公園
- 松飛台駅
- 松戸給水場
- 東京都立八柱霊園

## アクセス

### 鉄道
- 北総鉄道北総線 - 松飛台駅から徒歩で3分

### バス
- 「松飛台駅」停留所（松戸新京成バス）から徒歩で約3分